# Alvar Renqvist

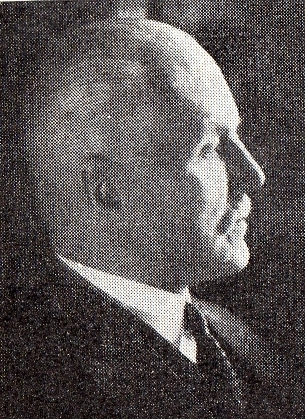
Alvar Renqvist.

Alvar Renqvist, född 15 februari 1868 i Viborg, död 28 juli 1947 i Kyrkslätt, var en finländsk bokförläggare. Han var sonson till Henrik Renqvist och far till Yrjö, Heikki, Hannes, Jorma och Kari Reenpää.
Han var verkställande direktör för bokförlaget Otava mellan 1893 och 1898 och ånyo mellan 1904 och 1938 samt styrelsens ordförande fram till 1947. Han var även medlem i styrelsen för Kansallis-Osake-Pankki mellan 1898 och 1903.
Från 1904 till 1905 satt han i ståndslantdagen i borgarståndet.
Han är begravd på Sandudds begravningsplats i Helsingfors.
Suomen Kirjasäätiö delar årligen ut Alvar Renqvist-priset.